# Sankt-Andreas-Kirche (Lancken-Granitz)

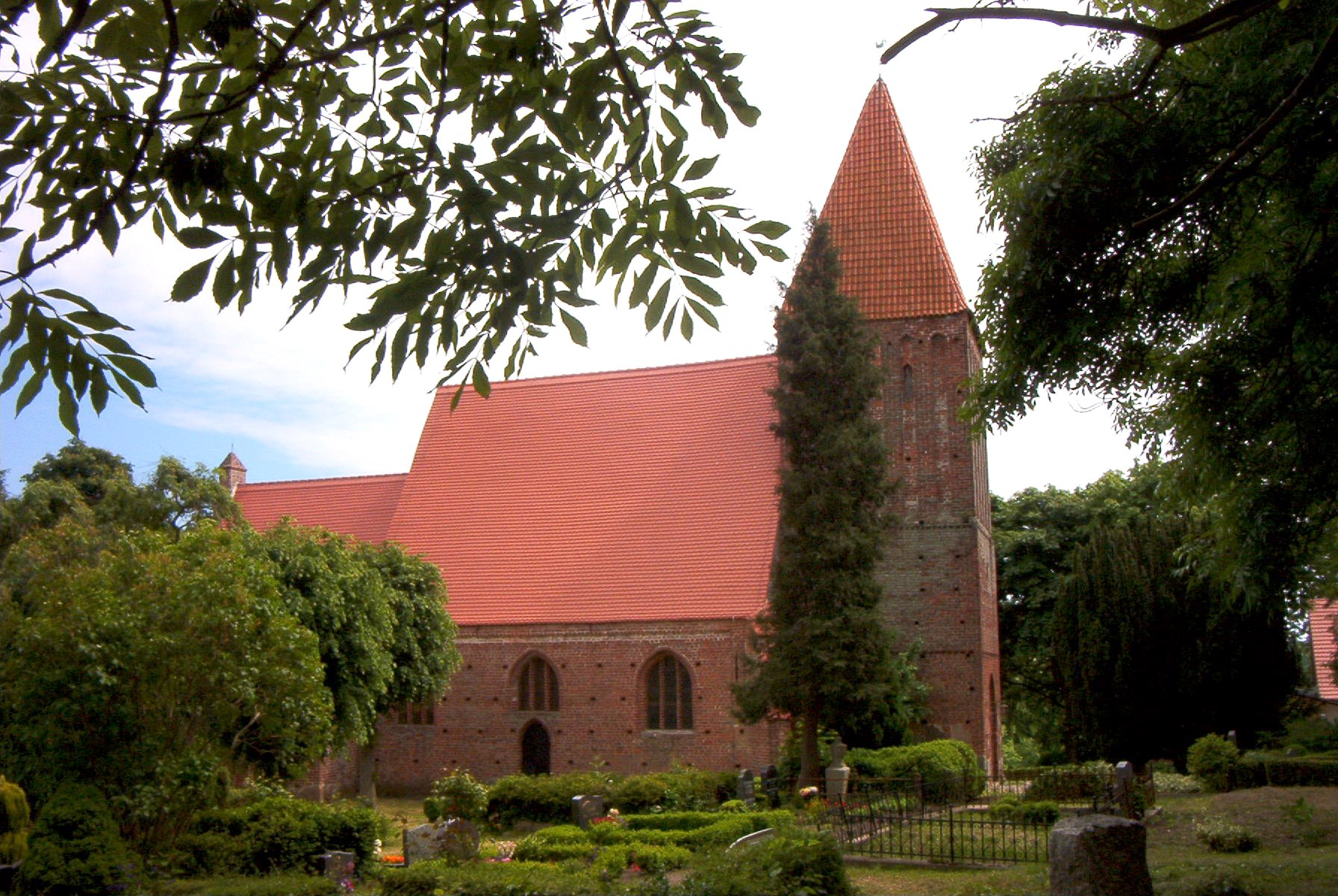
Sankt-Andreas-Kirche, Nordseite

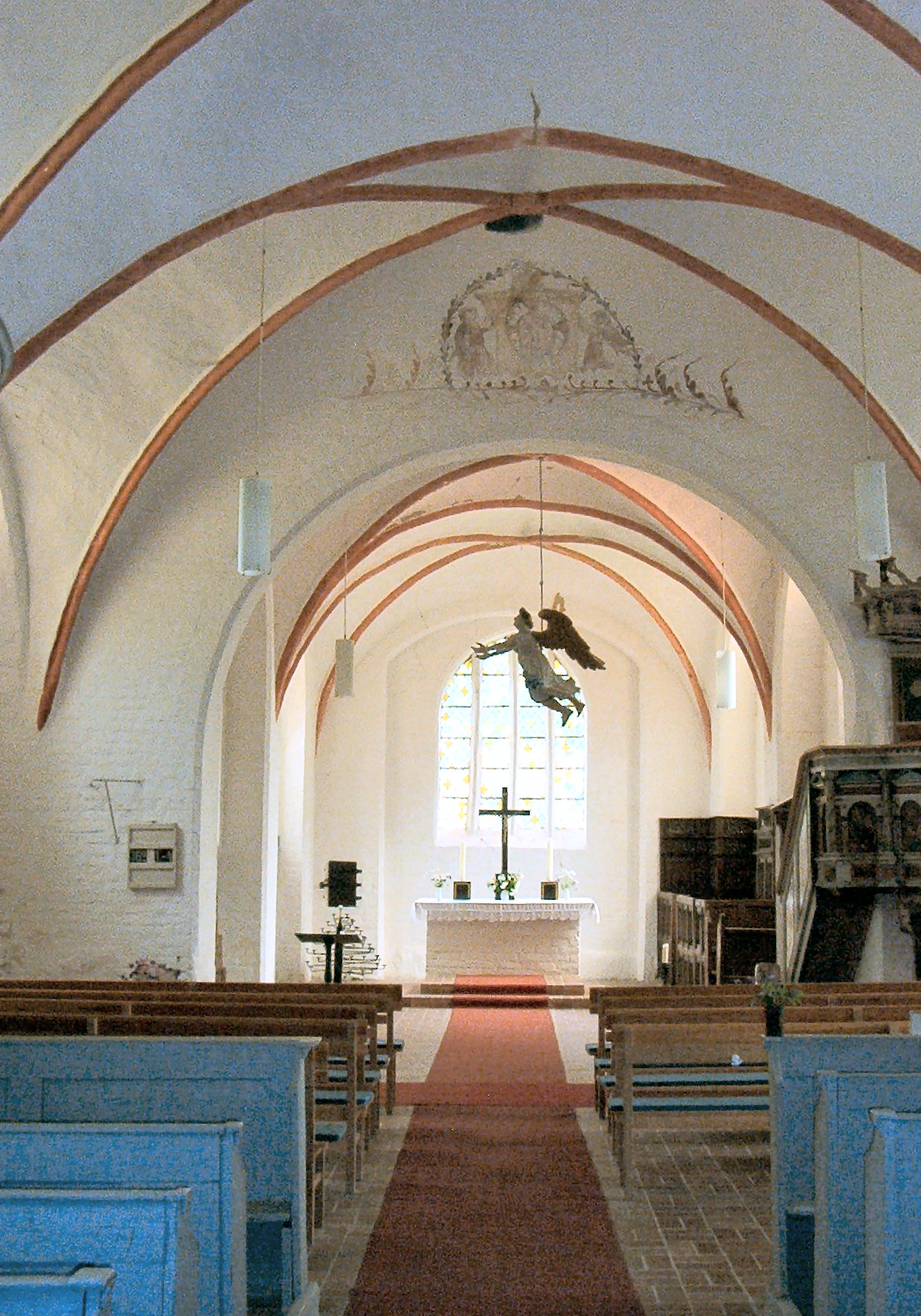
Innenraum der Kirche, Blick zum Chor

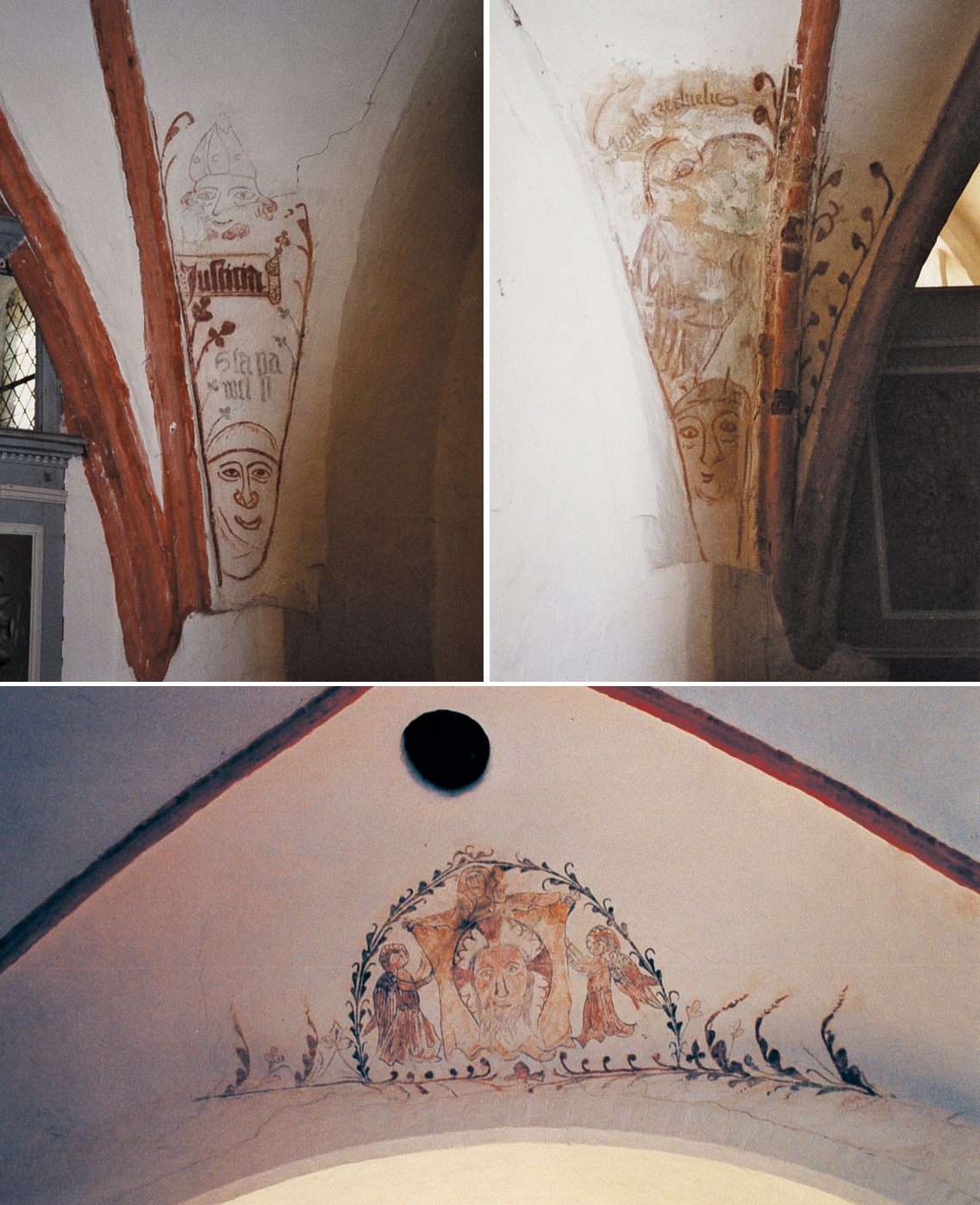
Malereien in der Kirche

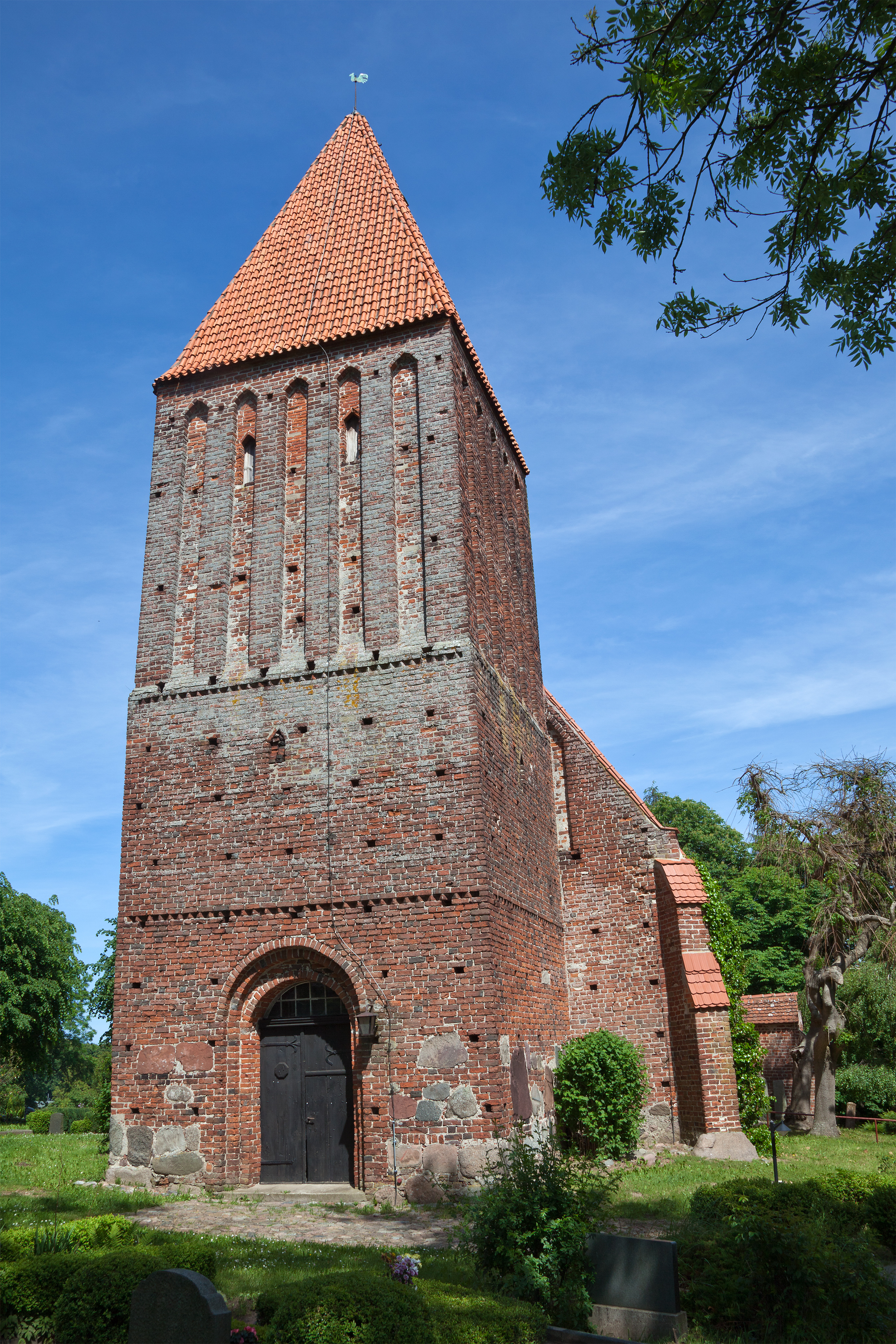
Kirchturm

Die Sankt-Andreas-Kirche ist die evangelische Kirche des Dorfes Lancken-Granitz auf der Ostseeinsel Rügen.

## Architektur
Die aus Backstein und Feldsteinen gebaute Kirche entstand im 15. Jahrhundert. Anfang des 15. Jahrhunderts wurde das dreijochige Kirchenschiff und der zweijochige, in das Schiff eingerückte rechteckige Chor errichtet. Der westlich des Kirchenschiff befindliche, quadratische, ebenfalls in das Schiff eingerückte Turm wurde Ende des 15. Jahrhunderts erbaut. Nördlich des Chors befindet sich die Sakristei. Die Türen und Fenster des Gebäudes sind als Spitzbogen gestaltet.
An der östlichen Wand des Chors befindet sich ein aus Stein gefertigtes Tabernakel. In dieser Wand befindet sich auch eine mit einer eisenbeschlagenen Tür versehene Sakramentsnische. Im Inneren verfügt die Kirche über Kreuzrippengewölbe.

## Ausstattung
Aus der Entstehungszeit der Kirche und somit vom Anfang des 15. Jahrhunderts befinden sich noch Wandmalereien im Gebäude, im östlichen Chorgewölbe das Schweißtuch der Veronika und in den Gewölbezwickeln Drolerien.
Ebenfalls aus dem 15. Jahrhundert stammt ein hölzernes Altarkreuz und eine schlanke dekorlose Bronzeglocke. Das hölzerne Chorgestühl datiert von 1522. Die Kanzel datiert auf das Jahr 1598. Sie ist aus Holz gefertigt. Ein polygonaler Korb wird von einer durch Rundbogenfelder gegliederte Brüstung eingefasst. In den Feldern befinden sich als gemalte Halbfiguren Christus, Johannes der Täufer, Evangelisten und Pastor, aber auch Wappen, so das von Putbus, Hausmarken, Monogramme und Bibelzitate in Niederdeutsch. An der Tür befindet sich eine den Heiligen Andreas darstellende Ganzfigur. Die Arkaden der Brüstung des Aufgangs zur Kanzel sind mit Darstellungen von Paulus und dem Evangelisten Johannes versehen. Bekrönt wird die Kanzel von einem Schalldeckel in Sternform mit Akroterien. Porträts von Martin Luther und Philipp Melanchthon befinden sich am Pfeiler der Kanzel.
Drei in der Kirche befindliche Kabinettscheiben entstanden im 17. Jahrhundert. Sie zeigen Herkules mit dem Löwen, Namen und das Wappen Smieterlöw.
Auf dem die Kirche umgebenden Friedhof befinden sich diverse Ende des 18./ Anfang des 19. Jahrhunderts aus Kalkstein gefertigte Grabsteine.

### Orgel

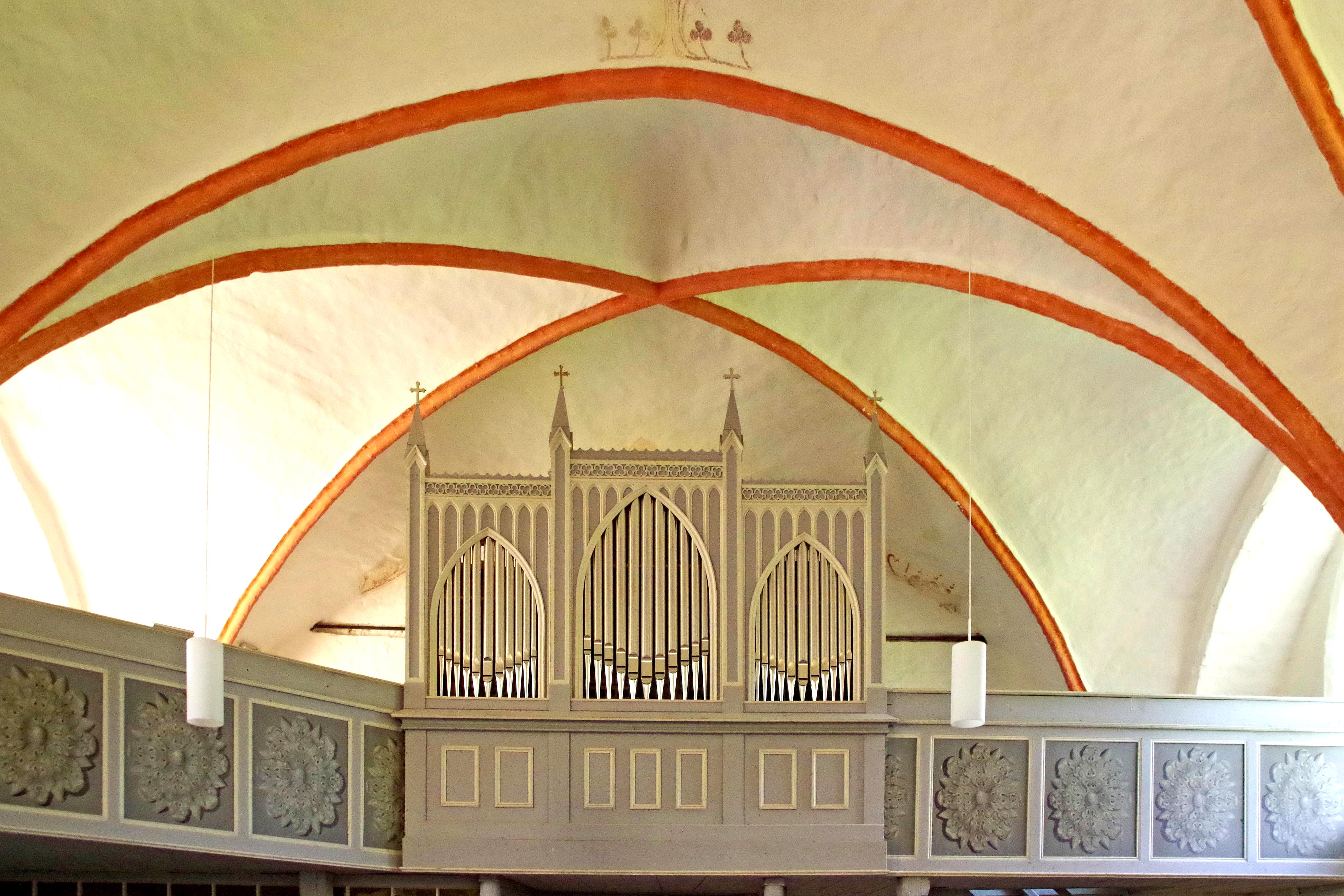
Orgel von 1865

Die Orgel wurde 1865 von einem unbekannten Orgelbauer erbaut. 1909 wurde das Instrument durch den Orgelbauer Barnim Grüneberg (Stettin) umgebaut und erweitert. 2001 wurde es  durch Rainer Wolter aus Zudar restauriert. Das Kegelladen-Instrument hat sieben Manualregister und ein Pedalregister (Subbass 16′, Transmission aus Bordun 16′). Die Trakturen sind pneumatisch.
| Manual C–  |     |
| Bordun     | 16′ |
| Prinzipal  | 8′  |
| Salicional | 8′  |
| Gedackt    | 8′  |
| Hohlflöte  | 8′  |
| Oktave     | 4′  |
| Oktave     | 2′  |

| Pedal C– |     |
| Subbass  | 16′ |

## Gemeinde
Die evangelische Kirchgemeinde gehört seit 2012 zur Propstei Stralsund im Pommerschen Evangelischen Kirchenkreis der Evangelisch-Lutherischen Kirche in Norddeutschland. Vorher gehörte sie zum Kirchenkreis Stralsund der Pommerschen Evangelischen Kirche.
Siehe auch: Liste der Kirchen auf Rügen